# Caldonazzo
Caldonazzo é uma comuna italiana da região do Trentino-Alto Ádige, província de Trento, com cerca de 2.763 habitantes. Estende-se por uma área de 21 km², tendo uma densidade populacional de 132 hab/km². Faz divisa com Pergine Valsugana, Levico Terme, Tenna, Bosentino, Calceranica al Lago, Centa San Nicolò, Lavarone, Luserna e Folgaria.